# Ukrainische Badminton-Juniorenmeisterschaft
Ukrainische Meisterschaften im Badminton starteten nach dem Zerfall der Sowjetunion 1992. Die Austragung von Erwachsenenmeisterschaften begann im selben Jahr ebenso wie die Mannschaftsmeisterschaften. Als internationale Titelkämpfe der Ukraine werden die Kharkiv International durchgeführt.

## Die Titelträger
| Saison | Herreneinzel           | Dameneinzel             | Herrendoppel                            | Damendoppel                               | Mixed                                     |
| ------ | ---------------------- | ----------------------- | --------------------------------------- | ----------------------------------------- | ----------------------------------------- |
| 1992   | Sergey Martynenko      | Irina Koloskova         | Andrij Martynenko Dmitriy Grekov        | Elena Nozdran Arina Plechanova            | Andrij Martynenko Elena Nozdran           |
| 1993   | Alexandr Reus          | Elena Nozdran           | Andrij Martynenko Dmitriy Grekov        | Elena Nozdran Arina Plechanova            | Andrij Martynenko Elena Nozdran           |
| 1994   | Dimitriy Slavgorovsky  | Elena Nozdran           | Dmitry Miznikov Alexey Jeleseyev        | Natalia Yesypenko Natalia Atraschenkova   | Dmitriy Grekov Elena Nozdran              |
| 1995   | Artur Vodolazski       | Natalja Esipenko        | Yaroslav Selesnev Sergei Stefanski      | Natalja Esipenko Elena Shutenko           | Dmitry Miznikov Natalja Esipenko          |
| 1996   | Dmitry Miznikov        | Victoria Kobylka        | Dmitry Miznikov Vjacheslav Parasuk      | keine Daten                               | Dmitry Miznikov Victoria Kobylka          |
| 1997   | Dmitry Miznikov        | Victoria Kobylka        | Dmitry Miznikov Vjacheslav Parasuk      | keine Daten                               | Dmitry Miznikov Anna Khomenko             |
| 1998   | Vyacheslas Parasuik    | Anna Khomenko           | Vyacheslas Parasuik Dmytro Seleznyov    | Anna Khomenko Aleksandra Bodakova         | Dmytro Seleznyov Anna Khomenko            |
| 1999   | Dmitri Seleznyov       | Alexandra Bardakova     | Vladislav Tolstopjatov Dmitri Seleznyov | Anna Khomenko Aleksandra Bodakova         | Vladislav Tolstopjatov Anna Khomenko      |
| 2000   | Vladislav Toistopjatov | Irina Griga             | Vladislav Tolstopjatov Igor Volkov      | Irina Griga Elena Dugina                  | Vladislav Tolstopjatov Irina Griga        |
| 2001   | Andriy Vlasov          | Larisa Griga            | Vladislav Tolstopjatov Andriy Mirchavka | Larisa Griga Anna Dugina                  | Vladislav Tolstopjatov Anna Dugina        |
| 2002   | Valeriy Atrashchenkov  | Larisa Griga            | Mirchavka Andriy Valeriy Gusarov        | Yna Vorotnikova Larisa Griga              | Valeriy Atrashchenkov Larisa Griga        |
| 2003   | Evgen Pochtarev        | Elena Prus              | Evgen Pochtarev Dmitro Charchunov       | Larisa Griga Valeriya Kovalenko           | Dmitro Negoda Larisa Griga                |
| 2004   | Evgen Pochtarev        | Mariya Martynenko       | Evgen Pochtarev Nikolay Sharshunov      | Anna Kobceva Elena Prus                   | Evgen Pochtarev Elena Prus                |
| 2005   | Vitaliy Konov          | Mariya Martynenko       | Evgen Pochtarev Nikolay Sharshunov      | Mariya Martynenko Elena Prus              | Evgen Pochtarev Elena Prus                |
| 2006   | Dmytro Zavadsky        | Mariya Martynenko       | Evgen Pochtarev Nikolay Sharshunov      | Mariya Martynenko Elena Prus              | Dmytro Zavadsky Mariya Martynenko         |
| 2007   | Dmytro Zavadsky        | Mariya Martynenko       | Dmytro Zavadsky Georgiy Natarov         | Olga Chkheidze Olena Mashchenko           | Dmytro Zavadsky Mariya Martynenko         |
| 2008   | Denys Panchenko        | nicht ausgetragen       | nicht ausgetragen                       | nicht ausgetragen                         | nicht ausgetragen                         |
| 2009   | Kyrylo Leonov          | Natalya Voytsekh        | Dmytro Karpenko Gennadiy Natarov        | Mariya Ulitina Natalya Voytsekh           | Sergiy Garist Natalya Voytsekh            |
| 2010   | Andrey Dmitrishin      | Kristina Dshangobekova  | Dmytro Karpenko Gennadiy Natarov        | Marija Lysenko Marija Rudj                | Sergiy Garist Marija Rudj                 |
| 2011   | Sergiy Garist          | Natalya Voytsekh        | Artem Pochtarev Gennadiy Natarov        | Natalya Voytsekh Marija Rudj              | Gennadiy Natarov Yelyzaveta Zharka        |
| 2012   | Artem Pochtarev        | Anastasiya Dmytryshyn   | Artem Pochtarev Kyryll Nesterenko       | Victoriya Gushcha Kseniya Rigova          | Artem Pochtarev Anastasiya Dmytryshyn     |
| 2013   | Andrii Zinukhov        | Anastassija Dmitrischyn | Vladyslav Hurkalo Maksym Kosovan        | Anastassija Dmitrischyn Darya Samarchants | Andrii Zinukhov Viktoriia Hushcha         |
| 2014   | Andrii Zinukhov        | Viktoriia Hushcha       | Ruslan Sarsekenov Andrii Zinukhov       | Viktoriia Hushcha Anastasiya Kucher       | Ruslan Sarsekenov Viktoriia Hushcha       |
| 2015   | Oleksandr Shmundiak    | Vladyslava Lesnaya      | Oleksandr Shmundiak Oleksandr Kolesnik  | Vladyslava Lesnaya Anna Mikhalkova        | Ruslan Sarsekenov Anastasiya Kucher       |
| 2016   | Oleksandr Shmundiak    | Anna Mikhalkova         | Daniil Bosnyuk Artem Tkachuk            | Maryna Iljinska Anna Mikhalkova           | Daniil Bosnyuk Maryna Iljinska            |
| 2017   | Daniil Bosnyuk         | Maryna Iljinska         | Daniil Bosnyuk Danylo Shevchenko        | Maryna Iljinska Yevgeniya Paksyutova      | Oleksandr Shmundiak Yevgeniya Paksyutova  |
| 2018   | Glib Beketov           | Valeriya Rudakova       | Glib Beketov Mykhaylo Makhnovskiy       | Valeriya Rudakova Anastasiya Prozorova    | Mykhaylo Makhnovskiy Anastasiya Prozorova |
| 2019   | Viacheslav Yakovlev    | Daria Poida             | Oleh Amosov Andrii Don                  | Valeriya Rudakova Anastasiya Prozorova    | Oleh Amosov Anastasiya Prokopovich        |
| 2020   | Volodymyr Koluzaiev    | Polina Buhrova          | Viacheslav Yakovlev Danylo Skrynnik     | Polina Buhrova Maryja Stoljarenko         | Viacheslav Yakovlev Polina Tkach          |
| 2021   | Volodymyr Koluzaiev    | Polina Buhrova          | Viacheslav Yakovlev Nikita Yeromenko    | Polina Buhrova Maryja Stoljarenko         | Vitaliy Reva Polina Buhrova               |
| 2023   | Vladyslav Kunin        | Sofiia Lavrova          | Vladyslav Kunin Vladyslav Stepanchenko  | Sofiia Lavrova Anastasiia Yerokhina       | Vladyslav Kunin Oleksandra Botsman        |
| 2024   | Ivan Tsarehorodtsev    | Anastasia Alimova       | Vladyslav Kunin Ivan Tsarehorodtsev     | Anastasia Alimova Raiia Almalalha         | Vladyslav Kunin Yaroslava Vantsarovska    |